# Eulocastra tamsina
Eulocastra tamsina là một loài bướm đêm trong họ Noctuidae.